# 資訊總監
首席信息官（英語：Chief Information Officer，英文缩写：CIO，又常稱為信息長、信息主管或資訊總監）是企業團體裡的高階主管職位之一，通常是负责对企业内部信息系统和信息资源规划和整合的高级行政管理人员。
「資訊主管」是對於CIO的統稱，包括且不限于副总裁级别的CIO（首席信息官），部门级别的信息技术主管（负责规划实施如ERP之类的大型管理信息化项目）以及隶属于组织某一部门之下的IT负责人。
目前在党政干部人才、企业经营管理人才和专业技术人才构成的队伍当中，较多以经营管理人才和专业人才角色出现。
CIO肩负着推动信息化科学发展的重要职责。通过加快建立和完善信息主管（CIO）制度有利于提高CIO的能力与地位。

## 主要角色
|   | 名稱         | 職責                                                    |
| - | ------------ | ------------------------------------------------------- |
| 1 | IT策略執行者 | 以信息技术（IT）配合企業策略的執行                      |
| 2 | 科技掃描者   | 掃描評估並引進適合的新IT架構                            |
| 3 | 創業家       | 尋找新的業務技術找尋顧客、用戶、合作夥伴                |
| 4 | 仲介談判者   | 成功達成策略夥伴的合作關係                              |
| 5 | 資源規劃者   | 把IT資源整合並且配置在企業重要的地方                    |
| 6 | 變革管理者   | 透過策略管理變革，順利推動組織資訊化                    |
| 7 | 功能管理者   | 有效領導、組織、規劃、考核、指導管理信息系统（MIS）部門 |